# 烏法州
烏法州（俄语：Уфи́мская область）是蘇聯俄羅斯蘇維埃聯邦社會主義共和國巴什基爾蘇維埃社會主義自治共和國屬下的一個州。首府烏法。另轄十月鎮和切爾尼科夫斯克（1956年併入烏法）兩市和39縣。
1952年5月29日成立，作為在較大的自治共和國中建州的嘗試，但由於計劃證實失敗，1953年4月30日被撤銷。